# Svazek obcí mikroregionu Bratronicko
Svazek obcí mikroregionu Bratronicko je dobrovolný svazek obcí podle zákona v okresu Kladno , jeho sídlem je obec Bratronice. Základním předmětem činnosti je ochrana a prosazování společných zájmů, spočívajících v odkanalizování obcí, čištění odpadních vod a správa společně vybudované čističky odpadních vod. Založen byl v roce 2001.
Původně bylo součástí mikroregionu 13 obcí.

## Obce sdružené v mikroregionu
- Bratronice
- Dolní Bezděkov
- Běleč